# Austria en los Juegos Europeos de Bakú 2015
Austria participó en los Juegos Europeos de Bakú 2015 con una delegación de 145 deportistas. Responsable del equipo nacional fue el Comité Olímpico Austríaco, así como las federaciones deportivas nacionales de cada deporte con participación.

## Medallistas
El equipo de Austria obtuvo las siguientes medallas:
| Nombre                                           | Deporte               | Competición               |
| ------------------------------------------------ | --------------------- | ------------------------- |
| Oro                                              |                       |                           |
| Equipo                                           | Atletismo             | Equipo                    |
| Sebastian Steffan                                | Natación              | 200 m estilos M           |
| Caroline Pilhatsch                               | Natación              | 50 m espalda F            |
| Plata                                            |                       |                           |
| Bettina Plank                                    | Karate                | Kumite –50 kg F           |
| Alisa Theresa Buchinger                          | Karate                | Kumite –68 kg F           |
| Caroline Pilhatsch                               | Natación              | 50 m mariposa F           |
| Anna-Maria Alexandri Eirini-Marina Alexandri     | Natación sincronizada | Dueto F                   |
| Yvonne Schuring                                  | Piragüismo            | K1 500 m F                |
| Lena-Maria Plesiutschnig Katharina Schützenhöfer | Vóley playa           | Torneo F                  |
| Bronce                                           |                       |                           |
| Bernadette Graf                                  | Judo                  | –70 kg F                  |
| Anna-Maria Alexandri                             | Natación sincronizada | Solo F                    |
| Robert Gardos Stefan Fegerl Daniel Habesohn      | Tenis de mesa         | Equipo M                  |
| Olivia Hofmann                                   | Tiro                  | Rifle 3 posiciones 50 m F |

1. ↑  Originalmente el equipo de atletismo austríaco ganó la plata, pero por dopaje de un atleta azerbaiyano, los resultados fueron corregidos y las medallas cambiadas.[1][2]